# Гобза, Иосиф Освальдович
Иосиф Освальдович Гобза (1848—1927) — филолог-классик, кандидат историко-филологического факультета Санкт-Петербургского университета, директор гимназии. Чех по происхождению.

## Биография
В 1875—1887 годах — директор Смоленской гимназии.
С 21 января (3 февраля) 1878 г. — действительный статский советник
В 1887—1907 годах — директор 1-й Московской мужской гимназии 
В 1907—1918 (?) годах — директор 11-й Московской гимназии.
Автор исторического очерка Столетие Московской 1-й гимназии. 1804—1904 гг. — М.: Синод. тип., 1903.

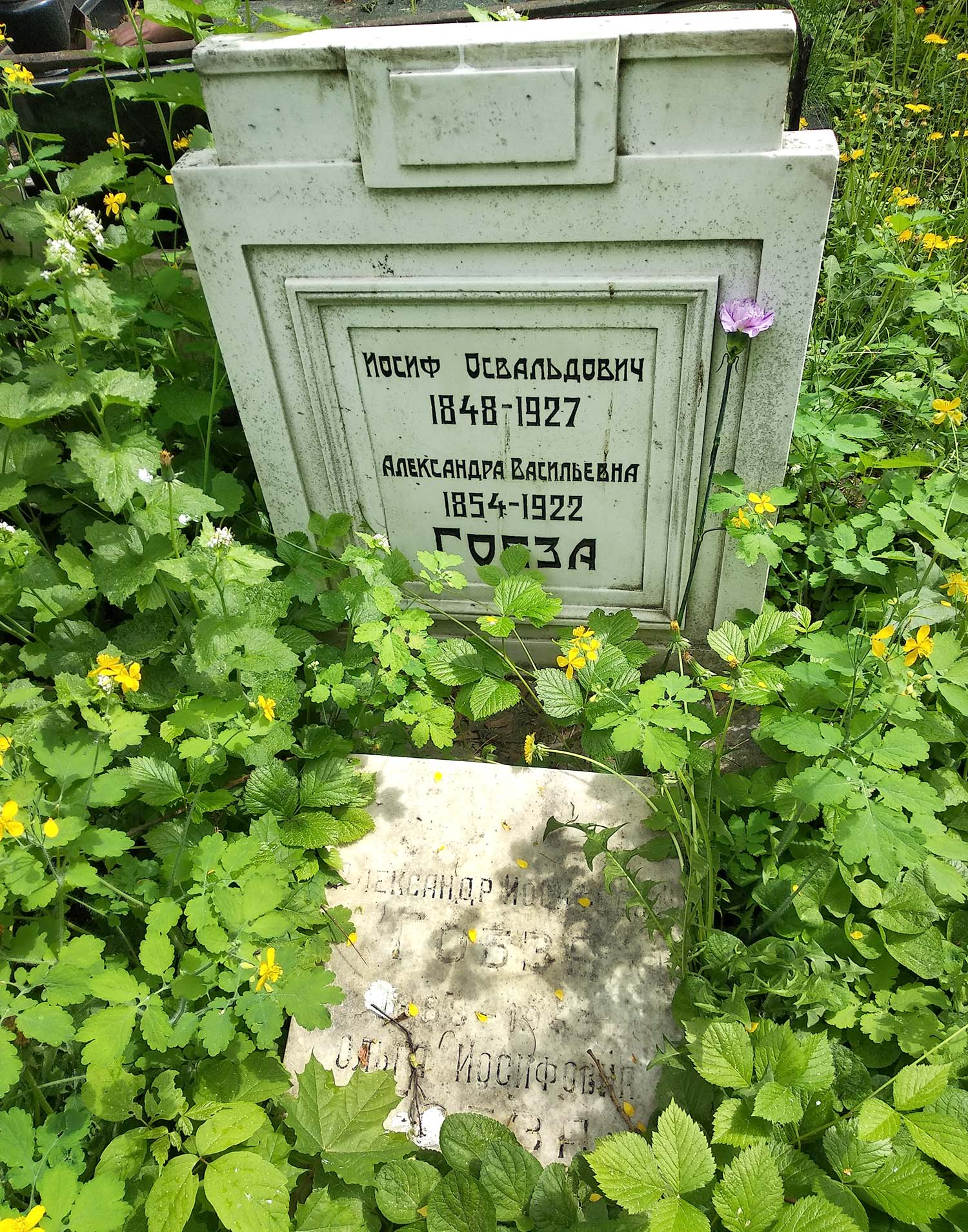
Могила И. О. Гобзы на Новодевичьем кладбище (3 уч., 63 ряд)

## Труды[2]
- Словарь к хрестоматии «Греко-персидские войны» Геродота. Сост. И. О. Гобза. 1887
- Словарь к «Греко-персидским войнам» Геродота: (Ко 2-му изд.). Сост. И. О. Гобза, дир. Моск. 1 гимназии. 1893
- Столетие Московской 1-й гимназии. 1804—1904 гг. — М.: Синод. тип. 1903
- О сравнениях, встречающихся в Энеиде Вергилия. И. О. Гобза. 1912
- О классном чтении Горация. И. О. Гобза. 1914
- Различные виды тропа метонимии, встречающиеся в Энеиде Вергилия. И. О. Гобза. 1916